# Ogilvy
La Ogilvy (fino al 2018 conosciuta anche come Ogilvy & Mather) è una tra le più importanti agenzie pubblicitarie del mondo. È stata fondata nel 1948, a New York, da David Ogilvy con la partecipazione del fratello Francis Ogilvy (all'epoca presidente dell'agenzia Mather & Crowther), di Anderson Hewitt (all'epoca account manager dell'agenzia J. Walter Thompson) e dell'agenzia britannica S. H. Benson.

## Storia
Fondata col nome di Hewitt, Ogilvy, Benson & Mather, nel 1953 diventa Ogilvy, Benson & Mather, mentre nel 1964 diventa Ogilvy & Mather. Dal 1989 fa parte della multinazionale WPP.
Nel giugno 2018 cambia ufficialmente nome in Ogilvy, nell'ambito di un rifacimento dell'immagine coordinata. Oltre alla nuova immagine, infatti, arriva anche una riorganizzazione societaria: il marchio Ogilvy riunisce, infatti, le tre diverse unità di OgilvyOne, Ogilvy & Mather Advertising e Ogilvy Public Relations.
Attualmente possiede circa 450 uffici in tutto il mondo. Il network annovera fra i propri clienti grandi multinazionali come BBC, BP, Coca-Cola, GlaxoSmithKline, IBM, MasterCard, Merrill Lynch, Nestlé, Shell e Unilever.
In Italia, dal 1980 al 1993 l'agenzia assunse il nome di Livraghi, Ogilvy & Mather, con Giancarlo Livraghi che assunse il ruolo di socio di maggioranza. A Milano il fotografo Giuseppe Mastromatteo ha il ruolo di Direttore Creativo Esecutivo.